# Intrinsischer Faktor
Der Intrinsische Faktor, genannt auch Intrinsic-Faktor,  abgekürzt IF, ist der Name eines Glykoproteins in Säugetieren und dient der Aufnahme von Cobalamin (Vitamin B12, Extrinsic Factor) im terminalen Ileum (Hüftdarm). Mutationen im GIF-Gen können zu IF-Mangel, Vitamin-B12-Mangel und perniziöser Anämie führen (Intrinsic-Faktor-Mangel).

## Physiologische Bedeutung
Vitamin B12 kann nur im terminalen Ileum, dem unteren Teil des Dünndarms, resorbiert werden. Es wird zwar von den Darmbakterien des Dickdarms in großen Mengen gebildet, jedoch hinter dem genannten Resorptionsabschnitt. Damit kann das durch Darmbakterien
gebildete Vitamin nicht verwertet werden und muss mit der Nahrung aufgenommen werden. Die Kotaufnahme vieler Tiere, z. B. Affen, mag diesen Hintergrund haben.
Vitamin B12 enthält Cobalamin in proteingebundener Form. Durch proteolytische Prozesse im Magen der Verdauungsenzyme Pepsin und Trypsin wird das Vitamin zersetzt. Um Cobalamin aufnehmen zu können, ist der beim Menschen von den Belegzellen der Magenschleimhaut gebildete Intrinsic-Faktor nötig. Es handelt sich um ein Glykoprotein von etwa 50 kDa. Es bindet Cobalamin, das so im terminalen Ileum über spezifische Rezeptoren aufgenommen werden kann.
Der Cobalamin-intrinsic-factor-Komplex wird in den Darmepithelzellen gespalten. Cobalamin wird in der Blutbahn durch das Transportprotein Transcobalamin II transportiert.

## Wirkungsweise
Der Intrinsische Faktor wird bei den meisten Säugetieren von den Belegzellen des Magenbodens (Fundus ventriculi) und -körpers (Corpus ventriculi) produziert. Bei Katzen wird der Intrinsic-Faktor ausschließlich in der Bauchspeicheldrüse gebildet, bei Hunden ein erheblicher Teil.
Der Intrinsic-Factor-Cobalamin-Komplex bewegt sich in den Darm und bindet dort an der Außenseite von Epithelzellen an Cubilin. Nachdem auch Megalin an Cubilin gebunden ist, wird der Gesamtkomplex über Endozytose ins Innere der Zelle transportiert.
Die Aufnahmefähigkeit von Cobalamin über den Intrinsischen Faktor ist begrenzt. Überschüssig aufgenommene Mengen werden größtenteils ausgeschieden und verbleiben zu geringen Teilen durch Diffusionsprozesse im Körper.

## Krankheiten
In seltenen Fällen (jährlich ca. 1 Fall pro 10 000 Einwohner) kann es zu einem Mangel am Intrinsic-Faktor kommen. Bei diesen Menschen kann infolgedessen eine perniziöse Anämie oder eine funikuläre Myelose auftreten.
Der Grund für einen solchen Mangel kann z. B. die Autoimmunkrankheit A-Gastritis (chronische Gastritis Typ A) sein. Hier greift der Körper die Intrinsic-Faktor-produzierenden Belegzellen an und zerstört diese. Bei Hunden und Katzen führen  Erkrankungen der Bauchspeicheldrüse zu einem Mangel. Die Resorption von Vitamin B12 ist dann stark eingeschränkt. In aller Regel reicht in solchen Fällen die hochdosierte orale Gabe von Vitamin B12 (1 mg täglich) aus. Eine parenterale Gabe in Form der intramuskulären Applikation (Vitamin-B12-Spritze) ist nur in Ausnahmefällen erforderlich.
Mit Hilfe des Schilling-Tests (nach Robert F. Schilling, 1953) kann zwischen Intrinsic-Faktor-Mangel und Resorptionsdefiziten unterschieden werden. Jedoch ist der Schilling-Test im klinischen Alltag heute praktisch obsolet. Er wurde von dem Nachweis von Autoantikörpern gegen Intrinsic Factor und Belegzellen verdrängt, welcher einfacher durchführbar ist und ohne Strahlenbelastung auskommt. Diese Antikörper-Tests weisen jedoch nur eine perniziöse Anämie nach, Vitamin B12-Resorptionsstörungen anderer Ursache werden nicht erfasst.